# Kristina Svensson
För andra betydelser, se Kristina Svensson (olika betydelser).
Kristina Margareta Svensson, född 8 november 1940 i Döderhults kyrkobokföringsdistrikt i Kalmar län, är en svensk socialdemokratisk politiker och diplomat, som mellan 1985 och 1996 var riksdagsledamot för Värmlands läns valkrets. Hon var därefter ambassadör i Zambia 1997–2001 och i Zimbabwe 2001–2005.